# Amersham
Amersham este un oraș în comitatul Buckinghamshire, regiunea South East England, Anglia. Orașul aparține districtului Chiltern.